# Amastus antonio
Amastus antonio là một loài bướm đêm thuộc phân họ Arctiinae, họ Erebidae.